# Rubus pugiunculosus
Rubus pugiunculosus är en rosväxtart som beskrevs av G. Matzke-hajek. Rubus pugiunculosus ingår i släktet rubusar, och familjen rosväxter. Inga underarter finns listade i Catalogue of Life.